# (392) Wilhelmina
(392) Wilhelmina ist ein Asteroid des äußeren Hauptgürtels, der am 4. November 1894 vom deutschen Astronomen Max Wolf an seiner Privatsternwarte in Heidelberg bei einer Helligkeit von 12 mag entdeckt wurde.
Zu diesem Namen gibt es verschiedene Erklärungen. Edmund Weiss interpretierte ihn als „eine Ehrenbezeugung für Kaiser Wilhelm“ (Astronomischer Kalender für 1896, S. 155). Tom Gehrels gab die wahrscheinlichere Erklärung an, dass der Planet zu Ehren der niederländischen Königin Wilhelmina (1880–1962) benannt wurde: „Zum Zeitpunkt der Entdeckung muss es in Westeuropa große Aufmerksamkeit erregt haben, dass Prinzessin Wilhelmina so jung war und nach dem Tod ihres Vaters bereits mit 10 Jahren nominell Königin wurde. Es muss eine wohlmeinende Bekanntheit gegeben haben, denn die niederländische Königsfamilie war und ist hoch angesehen.“ Königin Wilhelmina dankte 1948 zugunsten ihrer Tochter Juliana ab.

## Wissenschaftliche Auswertung
Aus Ergebnissen der IRAS Minor Planet Survey (IMPS) wurden 1992 Angaben zu Durchmesser und Albedo für zahlreiche Asteroiden abgeleitet, darunter auch (392) Wilhelmina, für die damals Werte von 62,9 km bzw. 0,06 erhalten wurden. Eine Auswertung von Beobachtungen durch das Projekt NEOWISE im nahen Infrarot führte 2011 zu vorläufigen Werten für den Durchmesser und die Albedo im sichtbaren Bereich von 68,9 km bzw. 0,05. Ein Vergleich von Daten, die von 1978 bis 2011 an der Sternwarte Ondřejov in Tschechien und am Table Mountain Observatory in Kalifornien gesammelt wurden, mit den Daten von NEOWISE ergab 2012 exakt die gleichen Werte. Nachdem die Werte nach neuen Messungen mit NEOWISE 2012 auf 63,3 km bzw. 0,06 geändert worden waren, wurden sie 2014 auf 60,8 km bzw. 0,17 korrigiert. Nach der Reaktivierung von NEOWISE im Jahr 2013 und Registrierung neuer Daten wurden die Werte 2015 zunächst mit 54,9 oder 60,8 km bzw. 0,06 oder 0,05 angegeben und dann 2016 korrigiert zu 50,0 km bzw. 0,09, diese Angaben beinhalten aber alle hohe Unsicherheiten.
Photometrische Messungen des Asteroiden fanden erstmals statt am 13. und 14. Oktober 1982 am Table Mountain Observatory in Kalifornien. Aus der aufgezeichneten Lichtkurve wurde ein unsicherer Wert für die Rotationsperiode von 8,54 h bestimmt. Weitere Beobachtungen erfolgten vom 27. Juli bis 11. August 1996 an der Außenstelle „Carlos U. Cesco“ des Felix-Aguilar-Observatoriums (OAFA) in Argentinien. Aus der während vier Nächten registrierten Lichtkurve wurde hier eine Rotationsperiode von 17,961 h abgeleitet.
Messungen am 18. Juni 2006 am Kitt-Peak-Nationalobservatorium in Arizona konnten wegen der kurzen Beobachtungszeit von 2 ½ Stunden nicht weiter ausgewertet werden. Auch die Observadores de Asteroides (OBAS) beobachteten (392) Wilhelmina von verschiedenen Observatorien in Spanien vom 17. Mai bis 5. Juni 2015 während acht Nächten und bestimmten aus der Lichtkurve eine Rotationsperiode von 16,98 h.
Neue photometrische Messungen vom 17. August bis 20. September 2016 am Organ Mesa Observatory in New Mexico erwiesen aber alle früher bestimmten Rotationsperioden als fehlerhaft, denn nun konnte ein als sicher angesehener Wert von 13,058 h bestimmt und auch die doppelte Periodenlänge ausgeschlossen werden.
Mit dem Weltraumteleskop Transiting Exoplanet Survey Satellite (TESS) konnten während dessen Durchmusterung des Südhimmels 2018 bis 2019 auch Objekte des Sonnensystems beobachtet werden. Dabei wurden auch die Lichtkurven von fast 10.000 Asteroiden aufgezeichnet. Für (392) Wilhelmina wurde aus Messungen etwa vom 28. bis 30. März 2019 eine Rotationsperiode von 13,1178 h erhalten. Auch aus den Daten des Asteroid Terrestrial-impact Last Alert System (ATLAS) konnte in einer Untersuchung von 2022 mit der Methode der konvexen Inversion eine Rotationsperiode von 13,062 h berechnet werden.